# Lech Krzyżanowski (1931–2017)
Lech Krzyżanowski (ur. 1931, zm. 1 marca 2017) – polski historyk sztuki, konserwator zabytków oraz wykładowca akademicki. 

## Życiorys
Pełnił między innymi funkcję konserwatora zabytków m.st. Warszawy, zastępcy dyrektora naczelnego Przedsiębiorstwa Państwowe Pracownie Konserwacji Zabytków ds. naukowo-konserwatorskich, redaktora naczelnego Ochrony Zabytków, członka Zarządu Głównego i prezesa Oddziału Warszawskiego Stowarzyszenia Historyków Sztuki (SHS), członka założyciela Stowarzyszenia Konserwatorów Zabytków i rzeczoznawcy SKZ w zakresie programowania konserwatorskiego w urbanistyce i architekturze. Jako wykładowca związany był z Wydziałem Sztuk Pięknych Uniwersytetu Mikołaja Kopernika w Toruniu oraz Wydziałem Architektury Politechniki Warszawskiej.

## Wybrana bibliografia autorska
- Gdańsk (Wydawnictwa Artystyczne i Filmowe, Warszawa 1977)
- Gdańsk, Sopot, Gdynia. Przewodnik ("Sport i Turystyka", Warszawa 1970)
- PIĘKNY STARY GDAŃSK - (Oficyna Wydawnicza Excalibur, Zabytki Sztuki i Kultury Polski Północnej, 1993)